# Guía de estrategias
Las guías de estrategias son libros de instrucciones que contienen pistas o soluciones completas de un videojuego en específico. La línea entre las guías de estrategia y los walkthroughs es un poco borrosa, por lo general, el primero contiene al último o está escrito con respecto a él. Las guías de estrategia suelen publicarse impresas, tanto en forma de libro como en artículos dentro de las revistas de videojuegos. En los casos de los juegos excepcionalmente populares, las guías pueden venderse a través de canales de publicación más convencionales, como librerías o incluso kioscos. Algunas editoriales también venden versiones en libros electrónicos en sus sitios web.
Las guías de estrategias que se promocionan como «oficiales» están escritas por los mismos distribuidores de los videojuegos o, también, estos autorizan a una editorial para que las publiquen; por ejemplo, Prima Games (una división de Random House) y Piggyback Interactive (una división de Simon & Schuster) se especializan en escribir guías oficiales para varias compañías. Existen también algunas editoriales que hacen guías de estrategias «no oficiales» sin licencia y muchos de las editoriales convencionales de hoy comenzaron haciendo tales guías.